# Eliminació de Hofmann
L'eliminació de Hofmann (també coneguda com a metilació exhaustiva o la «degradació de Hofmann») és el procés en el qual una amina reacciona per crear una amina terciària i un alquè per tractament amb iodur de metil en excés seguit per tractament amb òxid d'argent(I), aigua, i calor. Wilhelm von Hofmann va descobrir aquesta reacció.
August
Un exemple és la síntesi de trans-ciclooctè: